# Ancuabe
Ancuabe é uma vila moçambicana, sede do distrito homónimo, na província de Cabo Delgado. O nome actual deriva de Nkwapa, uma zona montanhosa local, através do nome Unkwape, posteriormente aportuguesado para Ancuabe.
A povoação foi elevada à categoria de vila em 31 de Agosto de 1971, pouco depois da elevação do posto administrativo de Ancuabe à categoria de circunscrição, no período colonial.
De acordo com o censo de 1997, a vila tinha 12 561 habitantes.
A vila passou a estar ligada à rede eléctrica nacional em Fevereiro de 2009.